# Род мужской
«Род мужско́й» (англ. Men, дословно — «Мужчи́ны») — американо-британский психологический триллер с элементами фолк-хоррора 2022 года, снятый Алексом Гарлендом по собственному сценарию. Главные роли исполнили Джесси Бакли и Рори Киннир. Сюжет повествует о недавно овдовевшей женщине, которая снимает дом в британской сельской местности, где её начинают беспокоить и преследовать местные мужчины.
«Род мужской» был выпущен в США 20 мая 2022 года компанией A24, а в Великобритании — 1 июня 2022 года. Релиз фильма в России состоялся 23 июня 2022 года прокатчиком «Вольга». Картина получила в целом положительные отзывы за исполнение главных ролей, в то же время как сюжет подвергся некоторой критике.

## Сюжет
После самоубийства своего мужа Харпер Марлоу решает провести отпуск в одиночестве в небольшой деревне Котсон. В воспоминаниях выясняется, что Харпер, устав от непростого характера Джеймса, заявляет о желании развестись, на что он угрожает ей самоубийством. Джеймс в порыве ярости бьёт Харпер по лицу и пытается извиниться, но она в гневе выгоняет его из дома. Затем Харпер видит из окна, как Джеймс сваливается с балкона и погибает, упав на острые пики забора.
По прибытии в загородный особняк, который Харпер снимает, её встречает эксцентричный, но доброжелательный владелец Джеффри. Он проводит для неё экскурсию по жилищу и даёт ей большой ключ от входной двери, при этом уточняя, что в деревне они обычно не запираются. Позже Харпер отправляется на прогулку по местному живописному лесу и натыкается на заброшенный железнодорожный тоннель. В дальнем конце тоннеля появляется человеческая фигура, которая начинает устремляться к ней. Испуганная Харпер бежит обратно через лес и выходит к открытому полю. Она фотографирует пейзаж на свой телефон и видит вдали обнажённого мужчину, наблюдающего за ней.
На следующий день, во время видеозвонка своей подруге Райли, Харпер видит в палисаднике того же мужчину c кровавыми порезами на лице. Харпер замечает приоткрытую входную дверь и быстро запирает её, но мужчина просовывает руку в прорезь для почты, тем самым пугая девушку. Она звонит в полицию, и мужчину вскоре арестовывают, причём один из офицеров похож на Джеффри.
Харпер посещает местную церковь, где на купели вырезаны изображения Зелёного человека и Шилы-на-гиг. Снаружи она встречает мальчика Сэмюэля и викария, которые оба также схожи с Джеффри. Когда Сэмюэл уходит, Харпер обсуждает смерть Джеймса с викарием. Выслушав историю, он предполагает, что Харпер может быть частично виновата в смерти Джеймса, потому что не позволила ему извиниться. В ярости Харпер покидает церковь и идёт в деревенский паб, где она встречает Джеффри. Находящиеся в нём посетители имеют внешность Джеффри. Затем в пабе появляется полицейский, который сообщает Харпер, что обнажённого мужчину отпустили из-за отсутствия каких-либо законных оснований для его содержания под стражей. В недоумении Харпер уходит из паба. Обнажённый мужчина снова преследует её, появляясь из-за дерева на городском кладбище.
Обеспокоенная недавними событиями, девушка связывается с Райли, которая предлагает приехать за ней, чтобы Харпер могла продолжить свой отпуск в другом месте. Когда Харпер пытается сообщить Райли адрес, в её телефоне возникают помехи, и связь прерывается. Она видит снаружи полицейского, исчезающего во время мерцания света. Затем появляется один из посетителей паба, который бежит в дом за Харпер. Она вооружается ножом и слышит шум разбитого окна. Прибывший в дом Джеффри обнаруживает ворону, разбившую окно, и усыпляет её. Когда Джеффри выходит в сад, свет снова мерцает, и появляется обнажённый мужчина, который преследует убегающую в дом Харпер. Он просовывает руку через почтовый ящик и хватает Харпер, на что она пронзает её ножом. Застрявший нож образовывает на руке мужчины сильную травму, напоминающую ту, которую Джеймс получил при падении. Затем в доме по очереди появляются Сэмюэл и викарий, каждый из них имеющий одинаковую рану руки. Одержимый мыслями о сексуальности Харпер, викарий пытается её изнасиловать, но та ударяет его ножом в живот и убегает из дома.
Пытаясь уехать, Харпер случайно сбивает Джеффри. Он поднимается, вытаскивает Харпер из её машины и уезжает, однако затем разворачивается и преследует девушку, после чего врезается в столб у дома. Во дворе обнажённый мужчина в образе Зелёного человека приближается к Харпер со сломанной лодыжкой, что соответствует другой травме на трупе Джеймса. Зелёный человек рожает Сэмюэла, затем последовательно друг из друга викария, Джеффри и, наконец, изувеченного Джеймса. Харпер и Джеймс сидят на диване в доме. Когда Харпер спрашивает, чего Джеймс хочет от неё, тот отвечает, что желает «её любви».
На следующее утро в поместье приезжает Райли. Выясняется, что она беременна. Райли идёт по кровавому следу и обнаруживает сидящую в саду Харпер, которая улыбается, когда видит её.

## В ролях
- Джесси Бакли — Харпер Марлоу
- Рори Киннир — Джеффри
- Зак Ротера-Оксли — тело Сэмюэла
- Паапа Эссьеду — Джеймс Марлоу
- Гэйл Ранкин[англ.] — Райли, подруга Харпер
- Сара Твоми — Фрида, офицер полиции
- Соноя Мидзуно — голос диспетчера

## Производство
6 января 2021 года стало известно, что Алекс Гарленд займётся написанием сценария и постановкой фильма для компании A24. До апреля того же года продюсером фильма был Скотт Рудин, однако он был отстранён от работы из-за обвинений в насилии.
В январе 2021 года было объявлено, что Джесси Бакли и Рори Киннир исполнят главные роли. В июне 2021 года издание The Sunday Times сообщило, что в актёрском составе фильма значится Паапа Эссьеду.
Съёмки фильма начались 19 марта 2021 года в Великобритании. Некоторые сцены снимались в доках Святой Катарины, Лондоне и частях района Глостершир. Локацией для вымышленной местности Котсон послужила деревня Уитингтон. Эпизод с тоннелем снимался в лесу Дин. Съёмки должны были закончиться 19 мая 2021 года. Три дня спустя оператор Роб Харди сообщил, что работа над фильмом завершена.

## Релиз
Премьера фильма в США состоялась 20 мая 2022 года, в Великобритании — 1 июня 2022 года. В России кинокартина вышла 23 июня 2022 года. Фильм также был показан на 75-м Каннском международном кинофестивале в секции «Двухнедельник режиссёров».

## Отзывы
Фильм получил положительные отзывы кинокритиков. На Rotten Tomatoes рейтинг фильма составляет 69 % на основе 261 отзыва со средней оценкой 6,6 балла из 10. Консенсус сайта гласит: «Если размах повествования и тематический охват фильма иногда превосходит его возможности, магнетическое исполнение звёздного актёрского состава помогает „Роду мужскому“ извлечь максимум из своих провокационных сцен ужасов». Metacritic, который использует средневзвешенную оценку, присвоил фильму 65 баллов из 100 на основе 55 критических оценок, что указывает на «в целом благоприятные отзывы».